# Polarisabilité
La polarisabilité (notée {\displaystyle \alpha }) est la facilité d’un édifice à se déformer sous l’action d’un champ électrique. Elle a les dimensions d'un volume,,.

## Définition de la polarisabilité
Un édifice atomique, moléculaire ou ionique qui ne possède pas un moment dipolaire permanent peut en acquérir sous l’action d’un champ électrique. Notons que la réponse d’un édifice à un champ électrique {\displaystyle {\vec {E}}} s’exprime par le vecteur polarisation {\displaystyle {\vec {P}}}, défini comme le moment dipolaire volumique.
Si le champ électrique {\displaystyle {\vec {E}}} appliqué est suffisamment faible, le lien entre {\displaystyle {\vec {p}}} et {\displaystyle {\vec {E}}} est linéaire:
{\displaystyle {\vec {p}}=\alpha {\vec {E}}}
{\displaystyle \alpha } étant la polarisabilité d’un édifice. Dans le cas le plus général, il s’agit d’un tenseur du second ordre ; sauf exception nous nous limitons ici aux milieux isotropes, auquel cas nous pouvons traiter la polarisabilité comme scalaire.
- La polarisabilité s’exprime en C m2 V−1 ou en C2 m2 J−1.
- La polarisabilité est toujours positive.
- La polarisabilité est un phénomène dynamique.

## Type de la polarisabilité

### Polarisabilité électronique

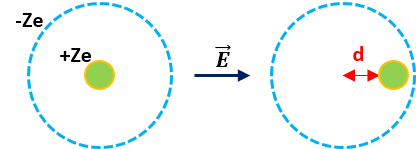
Polarisation d'un atome sous l'action d'un champ électrique

#### Définition
Sous l’effet d’un champ électrique, un atome ou une molécule peuvent mettre en mouvement son noyau par rapport au centre du nuage électronique, conduisant un déplacement des barycentres des charges négatives de celui des charges positives. Il acquiert un moment dipolaire induit qui est parallèle au champ électrique appliqué. Dans l’approximation linéaire, on peut définir la polarisabilité électronique {\displaystyle \alpha _{e}} comme un coefficient de proportionnalité entre cause (champ électrique) et conséquence (moment dipolaire induit), tel que :
{\displaystyle p=Ze.d=\alpha _{e}E}
Un raisonnement théorique a été fait, basé sur une estimation du déplacement du noyau de charge {\displaystyle Ze} par rapport aux nuages électroniques assimilant l’atome à une sphère de densité de charge constante. En appliquant le théorème de Gauss à une sphère de rayon d :
{\displaystyle \int \!\!\!\!\!\!\!\subset \!\supset \!\!\!\!\!\!\!\int _{S}{\vec {E}}.d{\vec {S}}={\sum {Q_{int}} \over \varepsilon _{0}}}{\displaystyle \Leftrightarrow 4\pi d^{2}E={4 \over 3\varepsilon _{0}}\pi d^{3}\rho }
{\displaystyle \Rightarrow 4\pi \varepsilon _{0}a^{3}E=Ze.d}
puisque
d’où l’expression de la polarisabilité électronique :
{\displaystyle \alpha _{e}=4\pi \varepsilon _{0}a^{3}}
Cette modélisation permet de prévoir une valeur unique de la polarisabilité électronique qui dépend uniquement du rayon de l’atome.

#### Polarisabilité électronique des atomes
Le tableau 1 donne les valeurs de la polarisabilité électronique {\displaystyle \alpha _{e}} de quelques atomes.
| Atomes                                      | Li   | Na | K    | Be | C   | O   | Ne   | Al  | Si   | P   | Cl  | Ar  |
| Z                                           | 3    | 11 | 19   | 4  | 6   | 8   | 10   | 13  | 14   | 15  | 17  | 18  |
| {\displaystyle \alpha _{e}}× 1040 C2 m2 J−1 | 13,6 | 30 | 37,8 | 10 | 1,7 | 0,8 | 0,15 | 9,8 | 6,12 | 3,9 | 2,7 | 1,7 |

On peut remarquer que la polarisabilité électronique {\displaystyle \alpha _{e}} diminue lorsqu’on escalade une colonne du tableau périodique et qu’elle augmente lorsqu’on se déplace, sur une ligne, vers les métaux alcalins.

#### Polarisabilité électronique des ions
Le tableau 2 donne les valeurs de la polarisabilité électronique {\displaystyle \alpha _{e}} de quelques ions.
| Atomes                                      | Li+  | Na+  | K+   | O2−  | Cl−  | Te2− | Si4+ | Ti4+ | Ba2+ |
| {\displaystyle \alpha _{e}}× 1040 C2 m2 J−1 | 0,03 | 0,19 | 0,92 | 4,32 | 4,07 | 15,6 | 0,07 | 0,2  | 1,72 |

On peut constater d'abord que la polarisabilité électronique {\displaystyle \alpha _{e}} des anions est plus grande à celle des cations et qu'elle augmente avec la taille de l'ion.

#### Polarisabilité électronique des molécules
Le tableau 3 donne les valeurs de la polarisabilité électronique {\displaystyle \alpha _{e}} de quelques molécules.
| Molécules                                    | HF   | HCl   | HBr   | HI    |
| {\displaystyle d(nm)}                        | 0,09 | 0,128 | 0,141 | 0,161 |
| {\displaystyle \alpha _{e}} × 1040 C2 m2 J−1 | 0,75 | 2,93  | 4,01  | 6,06  |

On constate que, pour une molécule diatomique, la polarisabilité électronique {\displaystyle \alpha _{e}} dépend fortement de la longueur de liaison. Elle augmente avec ce facteur.

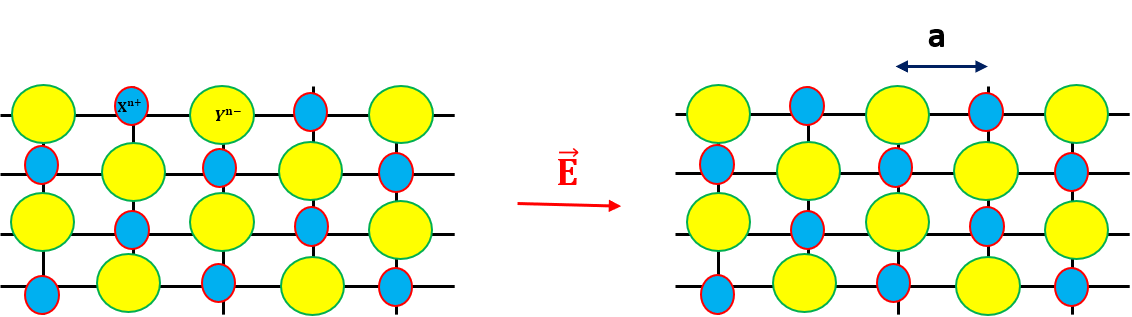
polarisation du cristal sous l'effet d'un champ extérieur

### Polarisabilité ionique (ou atomique)
Cette polarisabilité est associée à la mise en mouvement des ions (ou atomes) par rapport au cristal auquel appartient. Il se crée deux moments dipolaires ;
{\displaystyle p_{1}=q(a-d)}
{\displaystyle p_{2}=q(a+d)}
Nous obtenons le moment dipolaire total en sommant sur tous les dipolaires :
{\displaystyle p=\sum _{i=1}^{2}p_{i}=Nq.d}
A l’équilibre des forces électriques et de rappel :
{\displaystyle qE=Kd\Rightarrow d={qE \over K}}
d'où :
{\displaystyle p=N{q^{2} \over K}d}
puisque
On déduit alors l’expression de la polarisabilité ionique :
{\displaystyle \alpha _{i}={q^{2} \over K}}
où :
{\displaystyle K} est la constante de rappel.

### Polarisabilité d'orientation (ou dipolaire)
Pour une molécule polaire, en absence de champ électrique, un moment dipolaire permanent {\displaystyle p_{0}} existe. Si on applique un champ électrique {\displaystyle {\vec {E}}}, les dipôles moléculaires vont s’orienter suivant ce champ. Il faut donc déterminer la valeur moyenne {\displaystyle \left\langle p_{0,z}\right\rangle } de la composante de {\displaystyle p_{0}} suivant la direction du champ {\displaystyle {\vec {E}}=E{\vec {e_{z}}}}. On définit dans l’approximation linéaire la polarisabilité d’orientation par {\displaystyle {\alpha _{ori}}} selon :

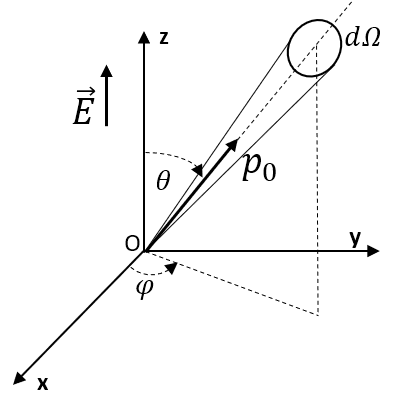
FIG. 1.

{\displaystyle \left\langle p_{0,z}\right\rangle ={\alpha _{ori}}\varepsilon _{0}E}
Le calcul de {\displaystyle \left\langle p_{0,z}\right\rangle } a été effectué par Debye, dans le cadre de la distribution de Maxwell- Boltzmann. La probabilité pour qu’un dipôle, de moment dipolaire {\displaystyle p_{0}} s’oriente dans la direction définie par {\displaystyle \theta } et {\displaystyle \varphi } (FIG.1) s’écrit,
{\displaystyle \mathrm {d} P=C\;\mathrm {e} ^{\left(-{E_{p} \over k_{B}T}\right)}\mathrm {d} \Omega }
Où :
{\displaystyle E_{p}=-p_{0}E} est énergie potentielle électrostatique du dipolaire,
{\displaystyle C} est la constante de normalisation,
{\displaystyle k_{B}} est constante de Boltzmann,
{\displaystyle T} est la température en kelvin (K),
{\displaystyle \mathrm {d} \Omega } est l'angle solide.
Calculons la valeur moyenne {\displaystyle \left\langle p_{0,z}\right\rangle } :
{\displaystyle \left\langle p_{0,z}\right\rangle =C\iint \limits _{\Omega }p_{0,z}\mathrm {e} ^{\left(-{E_{p} \over k_{B}T}\right)}\mathrm {d} \Omega =\iint p_{0}\cos \theta \;\mathrm {e} ^{\left({p_{0}E\cos \theta  \over k_{B}T}\right)}\ \sin \theta \;\mathrm {d} \varphi \mathrm {d} \theta }
en introduisant {\displaystyle x={p_{0}E \over k_{B}T}}, on obtient :
{\displaystyle \left\langle p_{0,z}\right\rangle =p_{0}{\int _{0}^{2\pi }\mathrm {d} \varphi \int _{0}^{\pi }\cos \theta \sin \theta \;\mathrm {e} ^{(x\cos \theta )}\mathrm {d} \theta  \over \int _{0}^{2\pi }\mathrm {d} \varphi \int _{0}^{\pi }\sin \theta \;\mathrm {e} ^{(x\cos \theta )}\mathrm {d} \theta }}
soit,
{\displaystyle h(x)=\int _{0}^{\pi }\sin \theta \;\mathrm {e} ^{(x\cos \theta )}\mathrm {d} \theta =2{\sinh x \over x}}
On obtient encore :
{\displaystyle \left\langle p_{0,z}\right\rangle =p_{0}{1 \over h}{\mathrm {d} h(x) \over \mathrm {d} x}=p_{0}{x \over \sinh x}\left({x\cosh x-\sinh x \over x^{2}}\right)}
d’où:
{\displaystyle \left\langle p_{0,z}\right\rangle =p_{0}L(x)}
avec :
{\displaystyle L(x)=\coth x-{1 \over x}}
La fonction {\displaystyle L(x)}, est appelée la fonction de Langevin.
- A haute température {\displaystyle (x\ll 1)} :

{\displaystyle L(x)={1+{x^{2} \over 2} \over x+{x^{3} \over 6}}-{1 \over x}\thickapprox {x \over 3}}
- A basse température {\displaystyle (x\gg 1)} :

{\displaystyle L(x)\thickapprox 1}
On en déduit, le moment dipolaire moyen suivant l'axe {\displaystyle Oz} :
{\displaystyle \left\langle p_{0,z}\right\rangle =p_{0}{y \over 3}={p_{0}^{2} \over 3k_{B}T}E}
d’où la polarisabilité d’orientation :
{\displaystyle {\alpha _{ori}}={p_{0}^{2} \over 3\varepsilon _{0}k_{B}T}}
On voit que la polarisabilité d’orientation {\displaystyle {\alpha _{ori}}} varie en fonction de {\displaystyle T^{-1}}; on dit qu'elle suit une loi de Curie.

## Polarisabilité totale
Dans le cas d’un solide diélectrique, la polarisabilité totale se décompose en trois parties : une polarisabilité électronique, une polarisabilité ionique (ou atomique) et une polarisabilité d’orientation (dipolaire),
{\displaystyle \alpha =\alpha _{e}+\alpha _{i}+\alpha _{ori}}
Rappelons que chaque type de polarisabilité correspond un mécanisme de solide diffèrent.

## Relation entre la polarisabilité et la constante diélectrique relative
- Dans le cas d'un gaz dilué, la relation entre la polarisabilité {\displaystyle \alpha } et la constante diélectrique relative {\displaystyle \varepsilon _{r}} s'écrit[5],[6]:

{\displaystyle (\varepsilon _{r}-1){M \over \rho ^{*}}=N_{A}\alpha }
Cette relation est connue sous le nom de formule de Langevin-Debye.
- Dans l'autre cas, c'est-à-dire le cas d'un gaz dense et liquide, la relation entre {\displaystyle \alpha } et {\displaystyle \varepsilon _{r}}[5],[6]:

{\displaystyle {\varepsilon _{r}-1 \over \varepsilon _{r}+2}{M \over \rho ^{*}}=N_{A}{\alpha  \over 3}}
relation connue sous le nom d'équation Clausius-Mossotti.
où :
{\displaystyle M} est la masse molaire en kilogramme par mole (kg mol−1),
{\displaystyle N_{A}} est le nombre d'Avogadro en par mole (mol−1),
{\displaystyle \rho ^{*}} est la masse volumique en kilogramme par mètre cube (kg m−3).